# 瓊·芳登
瓊·芳登（英語：Joan Fontaine，1917年10月22日—2013年12月15日），生于日本东京，是英国裔美国籍电影女演員，曾获奧斯卡最佳女主角獎。她是英国导演阿尔弗雷德·希区柯克的御用“希区柯克女郎”之一：1941年《蝴蝶梦》中的演出使她第一次获得奥斯卡最佳女主角的提名；次年《深闺疑云》的演出使她获得奥斯卡影后，而且她也是唯一一位希式电影登顶的影后。
曾两度获得奥斯卡影后的奥丽维亚·德哈维兰是她的亲生姐姐，由此她们是全世界唯一一对都获得过奥斯卡奖表演类奖项的亲生手足，而且双方都非常长寿；但令人错愕的是，这份手足情感几十年如一日的无限期冷战僵持，即使95岁之后也依旧几乎完全毫无往来，简直好像永不和解。

## 生平
瓊·芳登出生在日本东京，原名琼·比沃尔·德哈维兰（Joan de Beauvoir de Havilland），她的父亲是一名英国专利律师，母亲曾经是一名舞台剧演员。按照她父亲的说法，他们家拥有英国皇室的血统。芳登小的时候体弱多病，曾经患上过贫血和麻疹。母亲带上她和姐姐奥丽维亚·德哈维兰前往加利福尼亚州萨拉托加，而父亲则留在了日本。实际上她父母此时的婚姻状况已经出现了问题，这段分居最终导致他们在芳登2岁的时候离了婚。智商测试表明芳登的IQ达到了160，而且她在学校的表现也很好。而在家里，她和姐姐奥丽维亚的关系则不是很好，似乎母亲更加喜欢姐姐。
1932年芳登离开洛杉矶去日本找她父亲，一年后她回来时，开始变得像姐姐一样对表演显示出兴趣，而她的姐姐已经开始在舞台上崭露头角。然而母亲不允许她使用德哈维兰这个名字，害怕她影响姐姐的事业。不过，芳登很快就在1935年同雷电华电影公司签下了合同，并开始在导演乔治·丘克的电影中扮演小角色。1937年她开始改用继父的姓氏芳登，并且以这个名字出现在了若干小型舞台剧和音乐剧中。同年她还获得了和弗雷德·阿斯泰尔同台演出的机会，然而那部影片的票房并不理想。1939年芳登迎来了好运，她在乔治·丘克执导的米高梅电影《女人们》中获得了演出机会，多位大牌女星参与了这部电影，包括第3届奥斯卡金像奖最佳女主角奖得主瑙玛·希拉、日后的奥斯卡最佳女主角琼·克劳馥以及查理·卓别林的妻子宝莲·高黛等人。不过拍摄完这部影片后她的合同就要到期了，她也没能获得延长合同的机会。这部影片还让她认识了第一任丈夫，不过两人最终在1945年离婚。
在某次晚会上，利用坐在制片人大卫·O·塞尔兹尼克边上的机会，芳登获得了在希区柯克电影蝴蝶梦中演出的机会。芳登凭借本片获得了第13届奥斯卡金像奖的最佳女主角奖提名，不过最终输给了琴吉·罗杰斯。第二年她再度和希区柯克合作，和男主角加里·格兰特一起出演深闺疑云，这部影片终于帮助她获得了奥斯卡小金人，而同一年她的姐姐也凭借《良宵苦短》获得了一个奥斯卡奖提名。在这后妹妹的风头渐渐盖过了姐姐，她在之后的几年中接拍了多部浪漫爱情电影，1943年《永恒的少女》又帮助她获得了一个奥斯卡奖的提名。在电影事业以外，芳登发展了各种各样的爱好，比如厨艺、高尔夫、钓鱼，她甚至还是一名注册室内装潢师并拥有一张飞行员执照，除此以外她还在荷兰赢得过一次热气球比赛。到50年代以后她就逐渐淡出电影事业而转入电视节目的拍摄，此外还时不时登上百老汇的舞台。70年代后她又开始了演讲事业，主要对象是学生以及妇女团体。由于在电视节目中的表现，她还获得过一次艾美奖的提名。90年代后芳登投资了养牛业、不动产和石油行业成为了一名非常富裕的女性。

## 个人生活
芳登一共拥有过4次婚姻，最后一段婚姻结束于1969年，从那以后她就再也没有嫁人。她和第二任丈夫在1948年生下了女儿德博拉（Deborah），此外她还在1952年领养了一个孤儿Martita。Martita17岁时离家出走之后，芳登把她找回来后就不允许她再跟自己联系，不过Martita倒是跟德博拉通过电话和信件等方式保持着联系。养女和女儿跟芳登的关系都不算太好，她们还曾对外披露过芳登跟姐姐奥丽维亚之间的不合。

## 作品

### 电影
| 年份 | 作品名             | 饰演角色              | 附注                   |
| ---- | ------------------ | --------------------- | ---------------------- |
| 1939 | 女人们             | Mrs. John Day (Peggy) |                        |
| 1940 | 蝴蝶梦             | 德温特夫人            | 奥斯卡最佳女主角奖提名 |
| 1941 | 深闺疑云           | 莉娜                  | 奥斯卡最佳女主角奖     |
| 1943 | 永恒的少女         |                       | 奥斯卡最佳女主角奖提名 |
| 1943 | 简爱               | 简爱                  |                        |
| 1948 | 一个陌生女人的来信 | Lisa Berndle          |                        |